# Västeuropeiska unionen
Västeuropeiska unionen (VEU) var en mellanstatlig militär allians mellan tio västeuropeiska stater. Organisationen bildades genom undertecknandet av ändrade Brysselfördraget 1954, men grunden lades redan genom Brysselfördraget 1948. VEU bildades ursprungligen på grund av misslyckandet med att upprätta en europeisk försvarsgemenskap. Franska nationalförsamlingen stoppade det föreslagna fördraget som skulle upprätta försvarsgemenskapen. Istället fördjupades det västeuropeiska militära samarbetet genom VEU. Under sin verksamma tid upprätthöll VEU ett nära samarbete både med försvarsalliansen Nato och, efter 1993, med Europeiska unionen.
Bildandet av Europeiska unionen den 1 november 1993 var början på slutet för Västeuropeiska unionen. I och med Amsterdamfördraget, som trädde i kraft 1999, överfördes flera delar av VEU:s funktioner och verksamheter till EU. Flera av VEU:s funktioner övertogs av Europeiska försvarsbyrån (EDA). Andra uppgifter övertogs av Europeiska unionens satellitcentrum och Europeiska unionens institut för säkerhetsstudier.
Den 1 december 2009 trädde Lissabonfördraget i kraft, vilket innebar att VEU:s kollektiva försvarsklausul även fördes in i EU:s fördrag. Mot bakgrund av detta meddelade presidiet i VEU:s ständiga utskott den 31 mars 2010 att organisationen hade fullföljt sin historiska uppgift och att medlemsstaterna kollektivt hade dragit sig ur Brysselfördraget. Organisationen avvecklades därefter i enlighet med fördraget. De sista delarna av Västeuropeiska unionens verksamhet upphörde den 30 juni 2011, och övertogs av Europeiska unionens satellitcentrum den 1 juli 2011. Därmed var VEU:s verksamhet fullt integrerad i EU.

## Historia

Västeuropeiska unionens flagga.

Brysselfördraget signerades den 17 mars 1948 av Belgien, Frankrike, Luxemburg, Nederländerna och Storbritannien. Som ett resultat etablerades VEU den 23 oktober 1954 genom Parisavtalen. Avtalen innebar att Brysselfördraget ändrades och att även Italien och Västtyskland inkluderades i samarbetet. I ändrade Brysselfördraget fastslogs tre huvudmål med samarbetet i fördragets ingress. För det första syftade det till att skapa en stabil grund i Västeuropa för en europeisk ekonomisk återhämtning. För det andra syftade det till att kollektivt skydda medlemsstaterna från en aggressiv attack från ett tredje land. För det tredje syftade det till att förbättra enigheten och uppmuntra den europeiska integrationen. Resultatet av Brysselfördraget var Västeuropeiska försvarsorganisationen. Brysselfördraget hade också kulturella och sociala klausuler, med syfte att bilda ett rådgivande råd.

### Västeuropeiska försvarsorganisationen

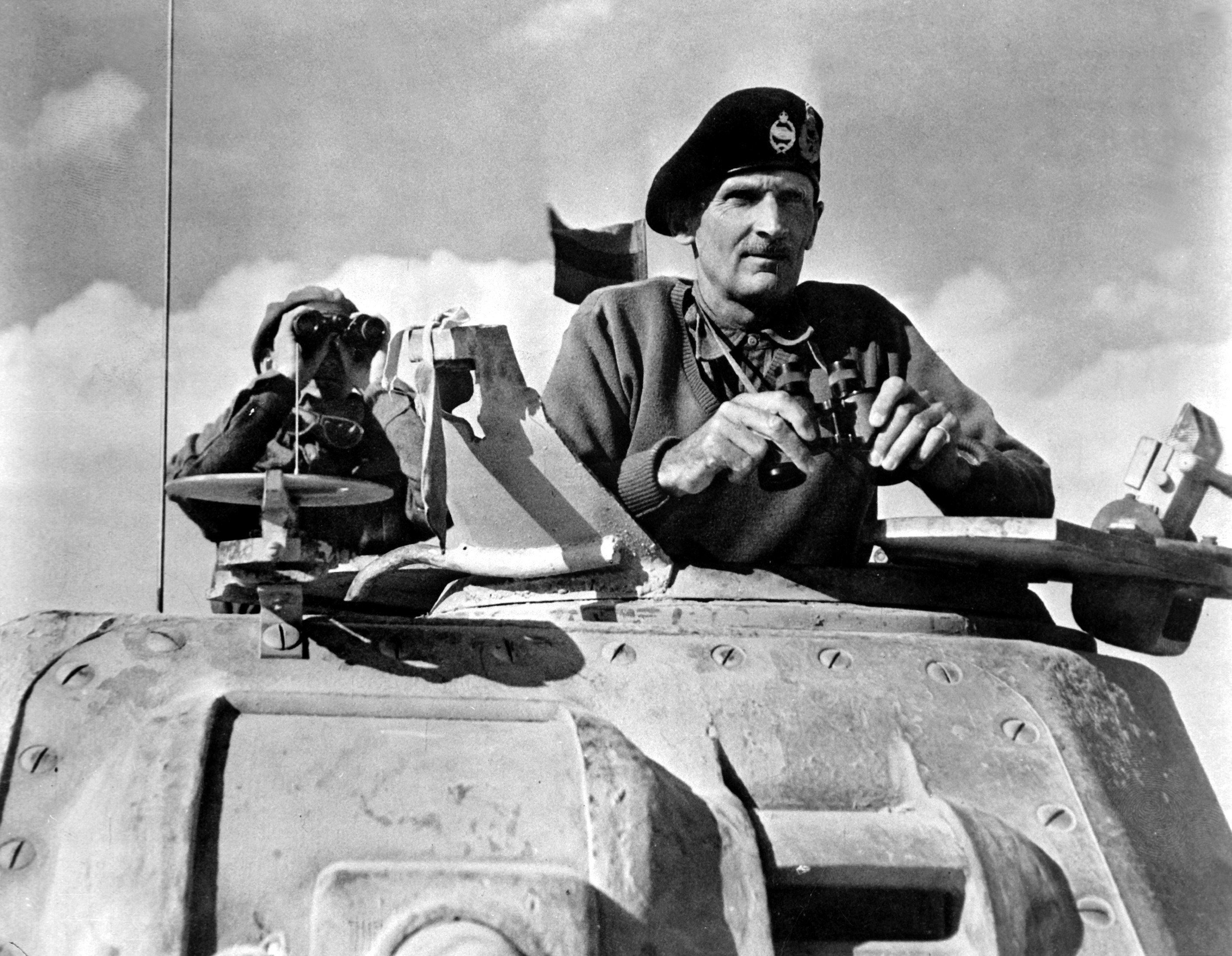
Bernard Montgomery utsågs till ordförande för VEU:s kommitté.

I september 1948 beslutade de stater som signerat Brysselfördraget att en gemensam försvarsmyndighet, ”Västeuropeiska försvarsorganisationen”, skulle bildas. Organisationen bestod av en försvarskommitté på regeringschefsnivå och en annan kommitté bestående av alla nationella stabschefer. Den brittiske fältmarskalken Bernard Montgomery utsågs till kommitténs permanenta ordförande. När uppdelningen av Europa i två olika läger blev oundviklig, blev hotet från Sovjetunionen en betydligt viktigare fråga än Tysklands återupprustning.
Västeuropa ville därför ha ett nytt ömsesidigt försvarsavtal, som denna gång skulle involvera USA. USA erkände också det ökade hotet från Sovjetunionen och ställde sig därför positivt till ett sådant samarbete. Hemliga möten påbörjades i slutet av mars 1949 mellan amerikanska, kanadensiska och brittiska tjänstemän med syfte att förhandla fram ett transatlantiskt försvarsavtal.
Detta ledde slutligen till bildandet av försvarsalliansen Nato. Nato började bygga upp sin egen militära kommandostruktur under 1951.

### Överföring till Europeiska unionen
VEU gavs genom Amsterdamfördraget en roll i EU som en självständig försvarskapacitet. Den 13 november 2000 möttes medlemsstaternas ledare i Marseille och godkände överförandet av VEU:s uppgifter och funktioner till EU i takt med att den gemensamma utrikes- och säkerhetspolitiken (GUSP) bildades. Den 1 januari 2002 överfördes vissa av VEU:s funktioner till EU genom bildandet av Europeiska unionens satellitcenter och Europeiska unionens institut för säkerhetsstudier. Den roll som VEU hade fått genom Amsterdamfördraget, togs bort genom Nicefördraget. 
Lissabonfördraget, som trädde i kraft 2009, innehöll bestämmelser om ett samarbete mellan EU och både Nato och VEU. VEU:s parlamentariska församling uppmanades att upplösa sig själv, eftersom den inte kunde granska EU:s politik. Församlingen själv såg sig dock spela en avgörande roll.
Därför uppmanade församlingen EU att inkludera den som en andra kammare. Europeiska konstitutionen, och sedermera Lissabonfördraget, syftade dock till att förenkla EU:s utrikespolitik, vilket gjorde att idén om att uppta VEU:s församling som en andra kammare avslogs.

### Upplösandet

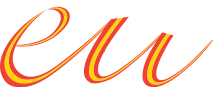
Det spanska ordförandeskapet offentliggjorde VEU:s nedläggning.

Genom Lissabonfördraget tog EU 2009 över VEU:s försvarsuppgifter. Det uppstod en omfattande diskussion om vad som skulle hända med VEU efter Lissabonfördragets ikraftträdande. Den 30 mars 2010 meddelade den brittiske biträdande utrikesministern Chris Bryant att Storbritannien hade som avsikt att dra sig ur VEU inom ett år.
Dagen därpå meddelade det tyska utrikesdepartementet att Tyskland också hade som avsikt att dra sig ur Brysselfördraget. VEU:s spanska ordförandeskap meddelade samma dag, på de tio medlemsstaternas vägnar, att de kollektivt beslutat att dra sig ur fördraget och att avsluta organisationens alla aktiviteter innan slutet av juni 2011. Unionens sista verksamheter hade överförts till EU den 1 juli 2011.

## Utbredning och utvidgning

Fullvärdiga medlemsstater
Associerade medlemmar
Observatörer
Associerade partners

Vid signerandet av det ursprungliga Brysselfördraget deltog fem medlemsstater i samarbetet. Dessa var Belgien, Frankrike, Luxemburg, Nederländerna och Storbritannien. I samband med antagandet av ändrade Brysselfördraget anslöt sig även Italien och Västtyskland. 1990 anslöt sig Portugal och Spanien, medan Grekland anslöt sig först 1995. Därmed bestod samarbetet av tio medlemsstater.
Utöver medlemsstaterna fanns flera associerade europeiska stater. Detta berodde främst på att dessa stater inte var medlemmar i Nato och/eller Europeiska unionen. De neutrala staterna Finland, Irland, Sverige och Österrike blev observatörsmedlemmar under 1990-talet. Även Danmark ingick i den gruppen av länder, trots att landet var medlem i Nato. Detta berodde på Danmarks särskilda försvarspolitiska ställning. Under 1990-talet blev även Island, Norge, Polen, Tjeckien, Turkiet och Ungern associerade medlemsstater. Dessa länder var då medlemmar i Nato men inte i EU. Slutligen fanns en fjärde grupp av europeiska stater, de associerade partnerländerna. Där ingick Bulgarien, Estland, Lettland, Litauen, Rumänien, Slovakien och Slovenien. Dessa länder var då varken medlemmar i Nato eller EU.
Vid VEU:s upplösning var alla medlemsstater inom EU, utom Cypern och Malta, på ett eller annat sätt associerade eller medlemmar i VEU. De enda staterna som var associerade med VEU utan att vara medlemmar i EU var Island, Norge och Turkiet, som alla var Nato-medlemmar.

## Institutioner och organ

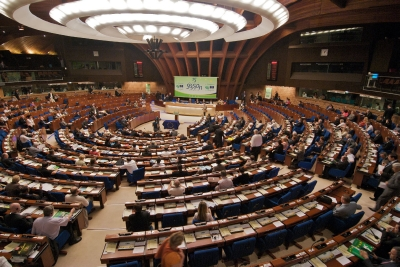
Europarådets parlamentariska församling i franska Strasbourg.

VEU:s högkvarter låg i Bryssel, med en personalstyrka på omkring 65 personer och en årlig budget på 13,4 miljoner euro. Organisationen styrdes av två beslutsfattande institutioner, Västeuropeiska unionens råd och Västeuropeiska unionens församling. VEU leddes av rådet och assisterades av Permanenta representationsrådet på diplomatnivå. Sociala och kulturella frågor på basis av Brysselfördraget ansvarade Europarådet för med syfte att undvika dubbelarbete av ansvarsområdena inom Europa. Församlingen, som bestod av medlemsstaternas delegationer till Europarådets parlamentariska församling, övervakade och granskade rådets arbete, men var helt självständig i förhållande till rådet. Till skillnad från rådet, var församlingen endast en rådgivande institution. Västeuropeiska försvarsmaterielgruppen etablerades 1976 med målet att bilda en europeisk försvarsmaterielmyndighet. Samarbetet upphörde den 23 maj 2005. Västeuropeiska försvarsmaterielorganisationen utgjorde grunden till en försvarsmaterielmyndighet, men dess verksamhet begränsades till forskning. Den bildades 1996 och dess verksamhet upphörde den 31 augusti 2006. Dessa organs uppgifter övertogs främst av EU:s Europeiska försvarsbyrån (EDA).

## Syfte och konsekvenser

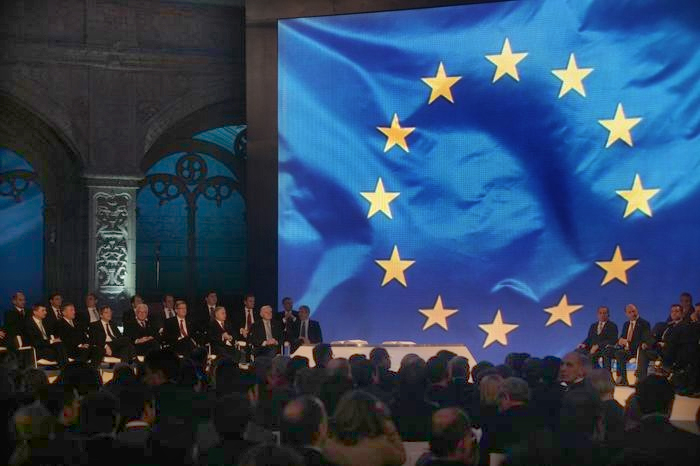
Lissabonfördraget spelade ut VEU:s roll i europeisk politik.

Västeuropeiska unionens ursprungliga syfte var att fylla, åtminstone delvis, den funktion som den påtänkta Europeiska försvarsgemenskapen skulle fylla. Efter att idén om försvarsgemenskapen stoppats av franska nationalförsamlingen, inleddes försvarssamarbetet istället genom VEU. Unionen delar sitt ursprung med försvarsalliansen Nato.
Till skillnad från Nato har dock VEU haft en betydligt mindre uppmärksammad roll. Organisationen har stått i skuggan av dels Nato, dels Europeiska ekonomiska gemenskapen (och sedermera Europeiska unionen).
VEU fyllde länge en viktig funktion som ett sätt för västeuropeiska stater att delta i ett försvarssamarbetet utanför EU:s ramar. Men i takt med att det europeiska samarbetet blev allt mer integrerat, utvidgades EU:s kompetensområde till att omfatta även försvarspolitiska frågor. Det slutgiltiga steget togs genom Lissabonfördraget, som införde en solidaritetsklausul mellan medlemsstaterna. Därmed hade VEU spelat ut sin roll som försvarsallians.